# The Continentals
 (décembre 2018).
The Continentals est un groupe originaire de Munich en Allemagne qui est apparu en janvier 1980 dont le répertoire va du rockabilly au rock 'n' roll, à la country et au rhythm and blues. Le groupe s'articule autour de son chanteur Mike Roth qui s'est dit impressionné par les chanteurs de rockn'roll américains, tels Elvis Presley, Jerry Lee Lewis, Carl Perkins, Johnny Burnette et les rockers britanniques comme Crazy Cavan and the Rhythm Rockers, The Flying Saucers, Matchbox ou encore des chanteurs comme Brian Setzer Stray Cats et Shakin' Stevens.

## Carrière
Ce groupe allemand  a fait de nombreux concerts en Europe, particulièrement en  Allemagne, France, Serbie, Russie, Pays-Bas, Belgique, Autriche, Suisse, Italie, Danemark. The Continentals ont participé à de nombreux enregistrements à la télévision allemande et sont considérés comme l'un des meilleurs groupes néo-rockabilly du pays.
En 1996 ils ont fait des tournées aux côtés de Wanda Jackson, Frankie Ford, Janis Martin, Buddy Knox et Vince Everett et ont participé à des shows avec les Crickets (le groupe qui accompagna Buddy Holly), Tony Sheridan, The Rattles, The Spider Murphy Gang et bien d'autres.

### Discographie
Albums :
- For You Baby (1986, Rockhouse Records)
- Pink Cadillac (1989, da Music)
- Vienna On The Rocks – Live At The Star Club (1992, Hydra Records)
- Oh Baby Doll (1991, Rockhouse Records)
- Merry Christmas Baby (1997, Hydra Records)
- Heartbeat (1998, Hydra Records)
- Retrospective 1980 - 2002 (2002, Madam Records)
- Desperate Tracks (2006, Madam Records)